# Delta Force: Land Warrior
Delta Force: Land Warrior — комп'ютерна гра жанру тактичний шутер від першої особи, розроблений компанією NovaLogic. Третя гра серії Delta Force. Реліз гри відбувся 7 листопада 2000 року.
Назва гри взята з американської військової програми"Land Warrior", ціллю котрої було оснащення піхоти високотехнологічним озброєнням, сучасними засобами зв'язку, навігації та управління.
Гра видавалася силами самої компанії у США та 1С в Україні та СНД. Сьогодні розповсюдженням гри займаються THQ Nordic, котрі нещодавно придбали франшизу. Гру можна купити у Steam та GOG.

## Сюжет
У грі присутні Кампанія та окремі місії. Сюжет Кампанії починається з захоплення терористичним угрупованням "Armed People's Front" (укр. Озброєний Народний Фронт) туристів біля пірамід у Гізі, Єгипет. Гравцеві, у ролі бійця спецпідрозділу армії США Дельта потрібно знищити терористів та звільнити заручників. Після нейтралізації терористів та звільнення туристів, Дельті дають завдання знищити осередки угруповання у країні. Коли осередки "APF" у Єгипті знищені,  спецпідрозділ відправляють у Росію, де укривається лідер угруповання — Амон. Захоплений лідер терористів виявляється колишнім офіцером східнонімецької таємної поліції. Соратники Амона, дізнавшись, що їх лідера було заарештовано, захоплюють нафтовидобувну платформу у Середземному морі. Під час операції зі звільнення платформи, Дельта з'ясовують, що серед терористів окрім "APF" є бійці іншого міжнародної терористичного угруповання під назвою "New Dawn" (укр. Новий Світанок). Новий Світанок — терористична організація з радикальною антиглобалістською ідеологією, члени котрої вважають, що НАТО та США хочуть захопити світ, повільно знищуючи ендогенні культури. Лідер організації колись був командиром Амона у "Штазі", а тому "Новий Світанок" викрадає офіцера російського Спецназу, сина високопосадовця, з ціллю примусити Росію допомогти терористам звільнити Амона. Дельті дають завдання звільнити спецназівця. Врятований офіцер розповідає, що терористи мають великі запаси озброєння десь поблизу Бейруту, котре готують для теракту під час візиту американського сенатора до Лівану. Бійців спецпідрозділу посилають завадити терористам та знищити запаси. Після виконання завдання з'ясовується, що терористи захопили дипломатів разом  з послом США у Мексиці з ціллю виміняти їх на лідера "APF". Дельта звільнює заручників та з'ясовує місце знаходження бази, з котрої терористи організували напад на посла. Нейтралізувавши терористів у Мексиці, загін вирушає до Японії, де "Новий світанок", не полишаючи надій звільнити лідера "APF", захоплює групу банкірів. Після звільнення заручників, Дельта, за допомогою ССЯ знаходять та знищують оперативний центр терористів у Японії. Своїми терактами "Новий Світанок" привертає увагу міжнародного співтовариства, а тому антитерористичні організації різних країн ставлять собі за мету знищити терористичне угруповання. GSG-9 проводить антитерористичну операцію у Європі, SAS — у Африці, а Дельта має знищити терористів у Індонезії. Захопивши конвой терористів, з'ясовується що "Новий Світанок" перевозить деталі, та радіоактивні елементи, котрі можуть бути використані при створенні ядерної зброї. У той же час російські військові повідомляють, що у Мікронезії існує тренувальний табір терористів. Дельту відправляють знищити його. Після цього, у Нью-Мексико, США виходить на зв'язок таємний агент з кодовим ім'ям "Firefly" (укр. Світлячок), котрий мав слідкувати за одним з командирів "Нового Світанку", стверджує що в нього є важливі розвідувальні дані, але він готовий передати їх лише бійцям Дельти, адже його прикриття було скомпроментовано, а тому тільки Дельта спроможні захистити його. Дельта прибуває на місце, але виявляється що терористи слідкували за агентом та влаштували на місці зустрічі засідку. Під час стрілянини Світлячка вбивають, а бійці Дельти ледь уносять ноги. Тим не менш, спецпризначенцям вдалось забрати дані з тіла агента, з котрих стає зрозуміло, що у "Нового Світанку вистачає ресурсів на те, щоб створити дві брудні бомби, котрі терористи збираються підірвати у великих містах США. Для того, щоб завадити цьому, Дельта вирушає на покинуту американську базу часів Холодної війни, котра стала прихистком для терористів. Спецпідрозділ зачищує базу, але терористи встигають вивезти звідти бомби. Одну з них вони підривають у 20 кілометрах від берега Мексики, а іншу погрожують підірвати у випадку, якщо лідера "APF" не буде звільнено. Розвідці вдається знайти другу бомбу у покинутій в'язниці на кордоні Мексики з США, а тому Дельта встигають знешкодити її за хвилини до детонації. У той же час, для відволікання уваги терористів, Амона саджають у літак та відправляють до Колумбії, як того вимагав "Новий Світанок" але літак збивають над болотами із ПЗРК, а тому тепер Дельта має вирушити на місце падіння й знайти лідера "APF", якщо він вижив при падінні. Після повторного захоплення Амона, розвідці вдається знайти місце знаходження лідера "Нового Світанку" — він переховується на Острові Пасхи. Бійці Дельті проникають на базу та нейтралізують лідера, після чого на острів висаджується американський десант, котрий знищує залишки "Нового Світанку".

## Ігровий процес
Концептуально Land Warrior схожа з попередніми іграми серії. Тут також присутня повна свобода пересування, вільний підхід до виконання місій, балістика польоту куль, арсенал найрізноманітнішої зброї, реалістична виживаємість як комп'ютерних супротивників, так і гравця — для того, щоб нейтралізувати ворожого бійця достатньо однієї кулі, але й спецпризначенець гравця вмирає після 1-2 кульових поранень. Тим не менш, у гральному процесі все ж присутні деякі відмінності. Так, у Land Warrior реалізоване похитування оптичного прицілу при стрільбі стоячи чи сидячи, дисперсія куль збільшується при стрільбі у русі, гравець тепер може підбирати зброю вбитих супротивників та користуватися станковими кулеметами. Було доопрацьовано штучний інтелект — супротивники тепер вміють кидати гранати, стріляти з РПГ та в цілому поводяться трохи більш розумно. Була додана можливість робити сейви під час місій, що полегшувало їх проходження. Крім того, збільшилась кількість закритих приміщень, були додані підземні тунелі. Окремі місії повністю проходять на малих дистанціях у будівлях, що робить зброю без оптики більш корисною. У грі також присутні Мультиплеєр та кооператив.

### Оперативники
У Land Warrior вперше вибір персонажу впливає не тільки на портрет та модельку, як у попередніх частинах, але й на геймплей. У грі присутньо 5 оперативників зі своїми особливостями та сильними сторонами:
- Gas Can — підривник, його ручні гранати та снаряди з підствольних гранатометів завжди летять туди, куди наведено перехрестя прицілу;
- Mako —  медик та спеціалістка з підводного плавання, швидше рухається під водою, має більший запас кисню, у мультиплеєрі також вміє "підіймати" підстрелених гравців за допомогою спеціального вміння;
- Pitbull — кулеметник, має зменшену віддачу при автоматичній стрільбі, також має збільшений запас здоров'я;
- Snakebite — спеціалістка з ближнього бою та прихованих операцій, має збільшену дальність удару ножем, а також, підвищену швидкість бігу;
- Longbow — снайпер, при прицілюванні в нього відсутнє розхитування прицілу, окрім цього збільшена швидкість руху навприсідки.

Проте у налаштуваннях гри присутня можливість вимкнути особливості персонажів. Так само як і деякі нововведення, такі як вплив вітру на балістику, та розхитування оптичного прицілу

## Рушій
Delta Force: Land Warrior було створено на новому рушії, котрий використовує як воксельну, так і полігональну графіку. Рушій створює величезні локації коштом нескінченного копіювання певного ландшафту. Також рушій може створювати підземні приміщення, що не було можливо у попередніх іграх серії.

## Реакція преси та гравців
Delta Force: Land Warrior у цілому була тепло сприйнята як пресою, так й гравцями. На агрегаторі оцінок Metacritic гра має середній рейтинг 74 зі 100 від журналістів на основі 24 рецензій та середню оцінку 7.7 з 10 від звичайних гравців. У Steam гра має 91 % позитивних рецензій від користувачів. У GOG.com Land Warrior має середню оцінку 4.4 з 5 від верифікованих власників гри.
У цілому, гру хвалили за величезні відкриті локації, реалістичність та варіативність проходження місій, а критикували за місцями застарілу графіку, баги та примітивність штучного інтелекту.
Українське видання Мій Комп'ютер Ігровий у випуску № 10 від 04.12.2000 опублікувало досить стриману рецензію. Автор статті похвалив Delta Force: Land Warrior за покращену графіку, новий рушій, велику кількість нового озброєння та нові режими мультиплеєра. В той самий час, гру було розкритиковано за поганий штучний інтелект та одноманітність місій. Також зазначається, що всупереч заявам розробників, геймплейно гра майже не змінилася, а велика кількість різноманітних приміщень з одного боку робить гру більш різноманітною, а з іншого — зачистка чергових тунелів швидко набридає. У цілому, автор називає Land Warrior «черговим продовженням Дельти, що було виконано на заслужену четвірку, без особливих претензій та новизни».